# 大波特蘭街站
大波特蘭街站（英語：Great Portland Street tube station）是倫敦地鐵環線、漢默史密斯及城市線和大都會線的轉乘站，位於攝政公園東南方，相鄰車站是貝克街站和尤斯頓廣場站。本站屬於倫敦軌道運輸第1收費區。大波特蘭街站是世界第一條地下鐵路大都會鐵路首通段的一部分，於1863年1月10日啟用。
本站入口建築座落於一座安全島上，位於馬里波恩路和尤斯頓路路口、大波特蘭街的北端。大波特蘭街是分隔馬里波恩和菲茨羅維亞的主要道路。

## 歷史
早於1851年，就有計劃興建鐵路連接大西部鐵路的帕丁頓車站和大北部鐵路的國王十字車站，並於本站位置設中途站。於1863年1月10日，本站隨著大都会铁路首階段（帕丁頓—法靈頓）通車而啟用，開通時的站名是波特蘭街站。
1871年7月1日起，大都會鐵路與區域鐵路公司共同開設內環線服務。由於沼澤門街站以東至市長官邸站一段鐵路尚未落成，內環線（實質未成環）列車服務為沼澤門街至市長官邸站，途經本站和高街肯辛頓，每十分鐘一班車。
1872年8月2日，大西部鐵路公司開設中環線服務，走線為市長官邸—沼澤門街（1876年12月4日延伸至阿爾德門），途經西倫敦線上的艾迪生路站，每30分鐘1班車。
1884年10月6日，內環線隨著市長官邸站和阿爾德門站一段鐵路通車而得以閉合成環，因此本站亦於同日起提供內環線順、逆時針的列車服務（與2009年12月13日前環線路線相同）。
1900年7月1日起，中環線縮短為阿爾德門—伯爵宮（經艾迪生路），並隨後於1905年1月31日終止服務。1906年11月5日起，大都會鐵路開始提供阿爾德門—艾迪生路的列車服務，每小時4班車。二戰期間，西倫敦線於1939至1940年受到數次炸彈轟炸破壞，阿爾德門—艾迪生路的列車服務最終於1940年10月19日終止。自此本站再沒有前往阿克斯橋路（現址為牧者叢車站）和艾迪生路站的列車服務。
1917年本站站名曾被改為現名，但於1923年又被改為大波特蘭街及攝政公園。最終於1933年，本站站名恢復為現名。
1933年7月1日，所有在倫敦經營地下鐵路的公司被公有化，其資產轉移至政府成立的倫敦客運委員會。因此本站的地鐵服務改由倫敦客運委員會提供。
為了緩解區域線白教堂以東路段的擁擠情況，倫敦客運委員會於1936年將部分大都會線直通東倫敦線（漢默史密斯—新十字/新十字門）的列車服務改為直通區域線（漢默史密斯—巴金） 。本站開始提供前往巴金的列車服務。
1990年7月30日，大都會線漢默史密斯至巴金的列車服務獲升格獨立成線，稱為漢默史密斯及城市線。本站亦因此成為漢默史密斯及城市線的車站。
本站的出入口建築是由大都會鐵路公司的建築師設計，並於1987年被列入為二級登錄建築。

## 列車服務

### 環線
2009年12月13日前，環線走線為一完整的環，路線全長20.75公里，一共服務27個車站。為了使漢默史密斯支線的列車班次更為平均和頻密，環線於2009年12月13日起改為增加服務埃奇韋爾路至漢默史密斯一段。順時針列車走完整個環後就會以埃奇韋爾路為總站。逆時針列車則會從埃奇韋爾路站出發，走完整個環將再次停靠該站，最後駛至漢默史密斯為總站。自此環線路線類似Ꝺ形。
本站的環線班次（每小時）為:
- 6班 順時針 往埃奇韋爾路，經 維多利亞、高街肯辛頓
- 6班 逆時針 往漢默史密斯

### 漢默史密斯及城市線
本站的漢默史密斯及城市線班次（每小時）為:
- 6班 西行 往漢默史密斯
- 6班 東行 往巴金

### 大都會線
本站非繁忙時間的大都會線班次（每小時）為:
- 12班 東行 往阿爾德門
- 2班 西行 往阿默舍姆
- 2班 西行 往切舍姆
- 8班 西行 往阿克斯橋

在非繁忙時間，來往沃特福德站的列車會以貝克街站為總站，因此不會服務本站。
在繁忙時間，大都會線於本站提供三種西行列車服務：快速 / 半快速 / 各站。快速列車不停溫布利公園至沼澤公園之間的中途站（山上哈羅站除外）；半快速列車不停普雷斯頓路和諾斯維克公園站；各站列車則會停靠沿途各站。
本站繁忙時間的大都會線班次（每小時）為:
- 15班 東行 往阿爾德門

| 列車種類              | 早上繁忙時間班次 （每小時） | 晚上繁忙時間班次 （每小時） |
| --------------------- | --------------------------- | --------------------------- |
| 往阿默舍姆 （快速）   | 2                           | 2                           |
| 往阿默舍姆 （半快速） | 2                           | 0                           |
| 往切舍姆 （快速）     | 2                           | 2                           |
| 往沃特福德 （半快速） | 2                           | 4                           |
| 往沃特福德 （各站）   | 1                           | 0                           |
| 往阿克斯橋 （半快速） | 2                           | 0                           |
| 往阿克斯橋 （各站）   | 4                           | 7                           |

## 附近地標、車站
- 攝政公園

本站西端非常接近貝克盧線的攝政公園站（位於本站出口以西約200米處），但兩站間並未設有地下轉乘通道，倫敦交通局亦沒有於兩站間設出閘轉乘機制。使用蠔卡或其他非接觸式支付系統無論是否於指定時間內於本站與攝政公園站間轉綫，計算車資時均會被視作兩程車程。

## 接駁交通
倫敦巴士18、27、30、88、205、453號線，以及通宵路線N18、N205號均會途經本站。

## 車站相片

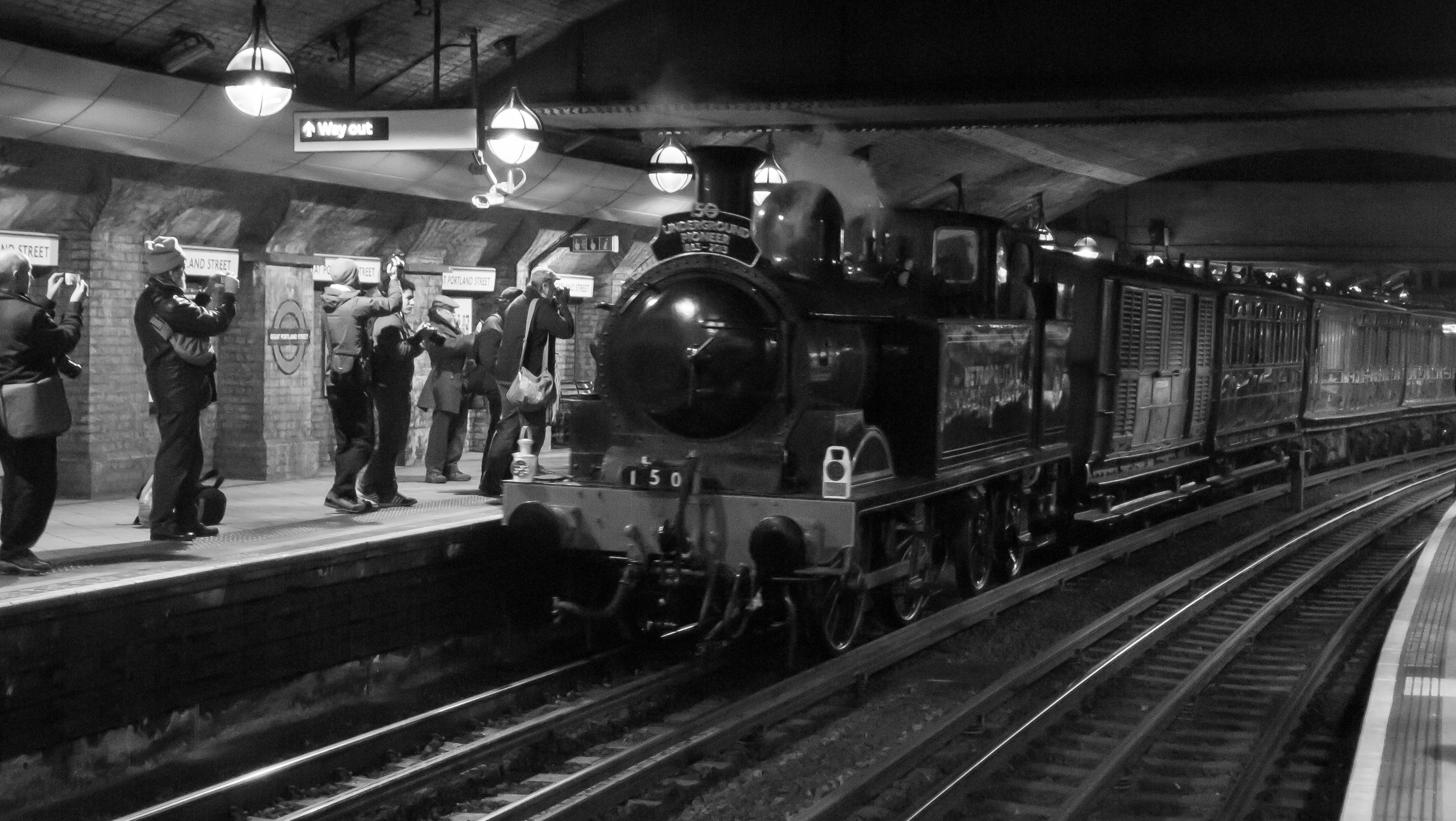
原大都會鐵路蒸汽列車通過本站
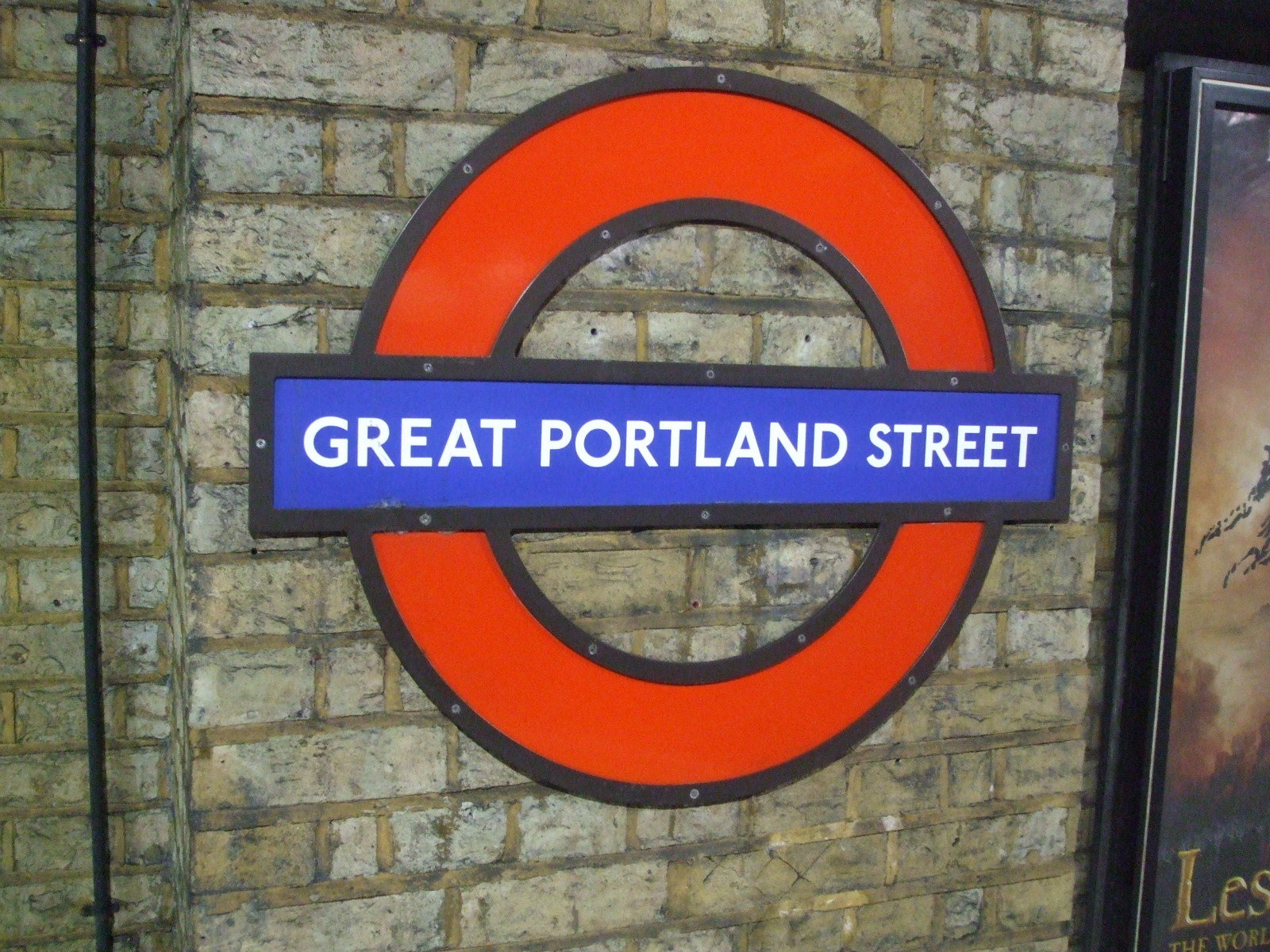
月台圓標
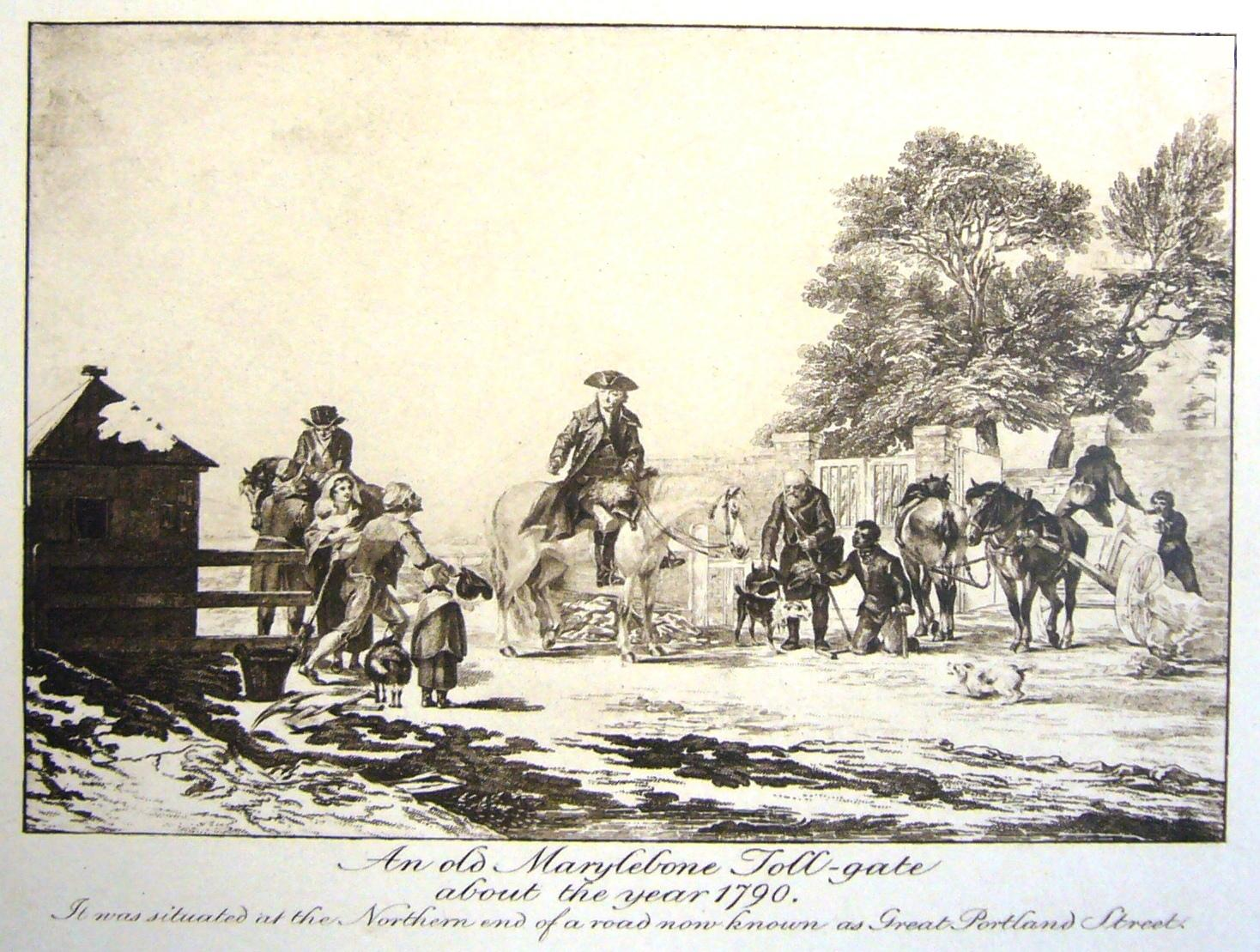
約1790年時本站位置為馬里波恩道路收費站
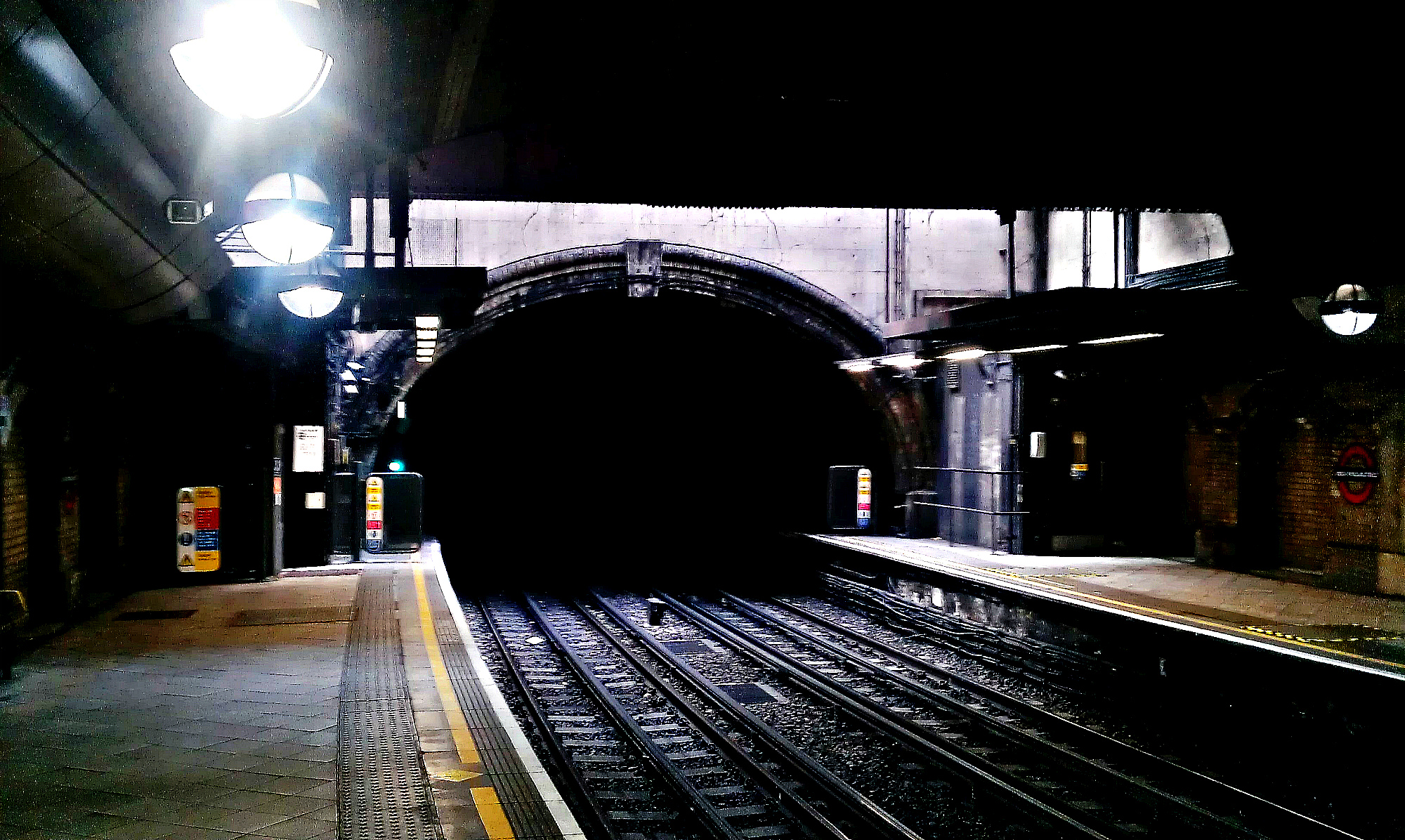
下穿馬里波恩路的車站隧道
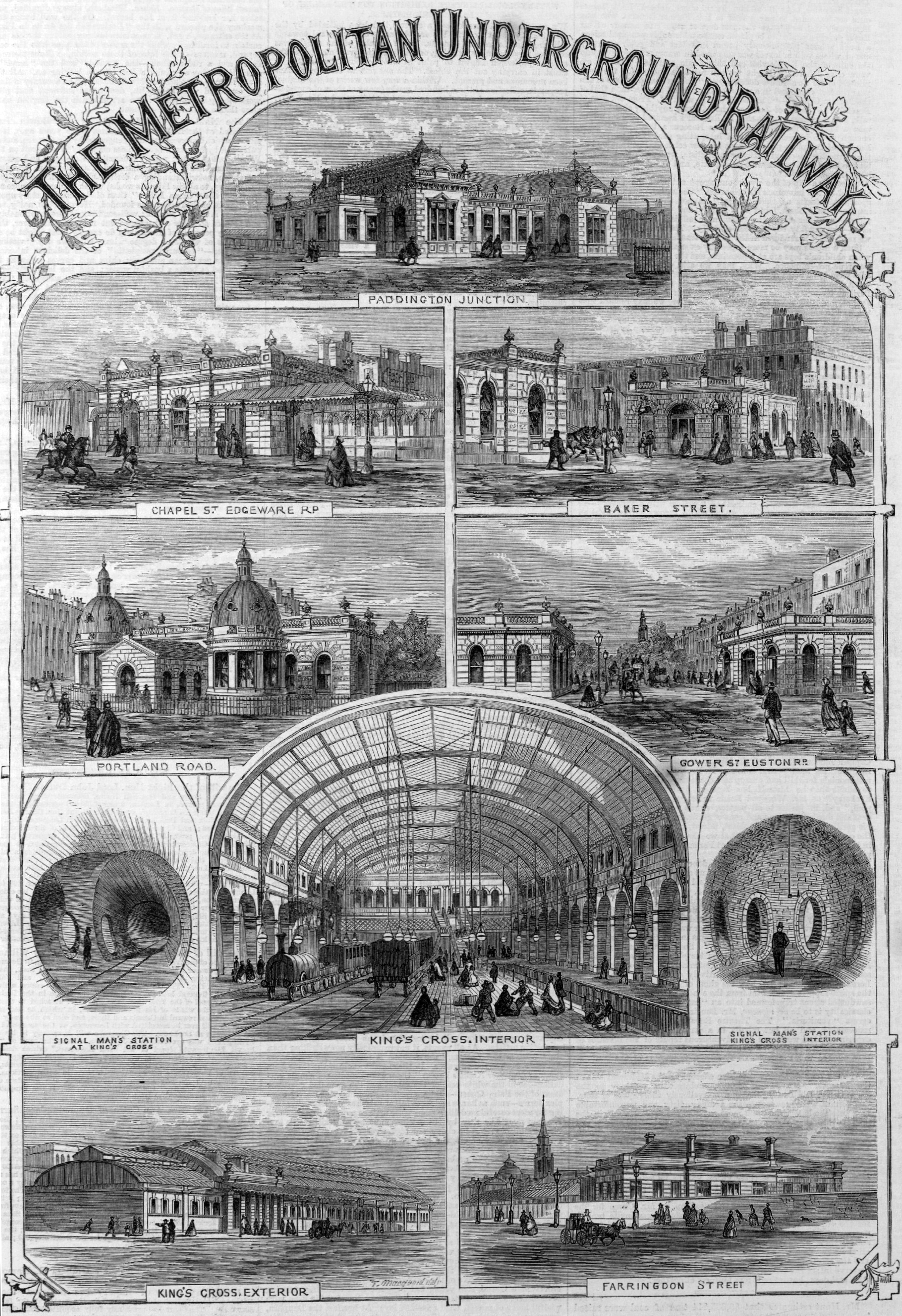
1862年大都會鐵路波特蘭街站
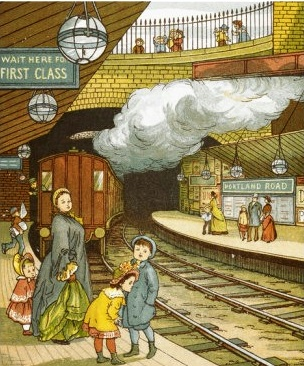
1883年的波特蘭街站海報
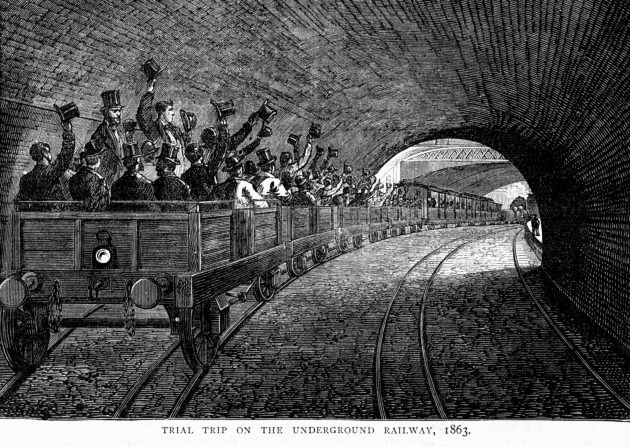
1862年時試營運列車通過本站